# Дороговказне світло
«Дороговказне світло» (англ. Guiding Light, часто скорочують до GL) — найтриваліша мильна опера в США, в 1930-1950-х роках виходила як радіошоу, а з 1952 по 2009 рік виходила в телеефір на каналі CBS. Це була одна з перших мильних опер в історії телебачення. Незважаючи на закінчення виходу в ефір в 2009 році, він залишається найдовшим серіалом в світі. Шоу транслювалося протягом 72 років — з них 15 років на радіо, чотири роки одночасно по радіо і телебаченню, і 53 років на телебаченні. Випущено в цілому 18262 серій (радіо і телебачення).
З початку створення серіал був 375 разів номінований на різні премії і отримав 98 нагород.
18 вересня 2009 року було показана остання серія серіалу, після чого представники каналу зазначили, що серіал «зайняв важливу нішу в історії телебачення, і про нього ніколи не забудуть». За 57 років було випущено 18262 серії, загальна тривалість яких склала 169 днів 10 годин і 15 хвилин — 236430 хв.
Назва серіалу походить до початкового сюжету 1937 року, коли преподобний Рутлендж залишав на своєму вікні запалену лампу в знак того, що заблукалим (в прямому і переносному значеннях) в його будинку завжди буде надана допомога.

## Сюжет
Протягом років в серіалі змінилося безліч сімей, навколо яких крутився химерно заплутаний сюжет. Це були Бауери, Рутерленджі, Робертси і Голден, Гранти, Норріси, Флетчери, Мейсони, Торп, Мерлери, Сполдінги і багато інших, які проживають у вигаданому місті Спрінгфілд.

## Символ
Протягом усіх років існування серіалу його символом був маяк.

## Цікаві факти
- Це серіал з найбільшим числом серій в світі (18262).
- Певний час в «GL» грала Джоан Коллінз, відома головною роллю у мильній опері Династія.
- Епізод від 1 листопада 2006 був спільно створений з видавництвом Marvel Comics. Один з персонажів у ньому набув надприродні сили[4].
- Серіал знаходиться у Книзі рекордів Гіннеса.